# Крамаренко, Мария Григорьевна
Мария Григорьевна Крамаренко (укр. Марія Григорівна Крамаренко; 10 октября 1923 год, село Семёновка, Полтавская губерния — октябрь 1994 года) — колхозница, доярка колхоза имени Чапаева Семёновского района Полтавской области, Украинская ССР. Герой Социалистического Труда (1966).

## Биография
Родилась 10 октября 1923 года в крестьянской семье в селе Семёновка. Трудовую деятельность начала после освобождения в 1943 году Полтавской области от немецких оккупантов. С 1944 года трудилась разнорабочей на восстановлении разрушенного хозяйства колхоза имени Чапаева Семёновского района. С 1955 года работала дояркой в этом же колхозе. В 1966 году удостоена звания Героя Социалистического Труда «за достигнутые успехи в развитии животноводства, увеличении производства и заготовок мяса, молока и другой продукции».
В 1979 году вышла на пенсию. Скончалась в октябре 1994 года.

## Награды
- Герой Социалистического Труда — указом Президиума Верховного Совета СССР от 22 марта 1966 года
- Орден Ленина — дважды (1958; 1966)
- Орден «Знак Почёта»